# Parvirallus gracilis
Parvirallus gracilis — викопний вид журавлеподібних птахів пастушкових (Rallidae), що існував в еоцені в Європі. Рештки птаха знайдені у графстві Гемпшир у Великій Британії.

## Оригінальна публікація
- C. J. O. Harrison and C. A. Walker. 1979. Birds of the British Middle Eocene. Tertiary Research 5:19-27